# Hauts Plateaux
Hauts Plateaux ('Visoke planote', arabsko الهضاب العليا), je stepi podobna naravna regija v gorovju Atlas v severni Alžiriji. Razteza se več kot 600 km v smeri vzhod severovzhod – zahod jugozahod od severovzhodnega Maroka do Auresa. To je visoka planota, ki jo sestavlja območje valovitih, stepi podobnih aluvialnih ravnin, ki ležijo med verigama Telskega in Saharskega Atlasa.

## Geografija
Regija Hautes Plaines ima v povprečju 1100 in 1300 m nadmorske višine na zahodu, na vzhodu pade na 400 m. Za podnebje so značilna zelo suha poletja in mrzle zime. Na splošno je podnebje tako suho, da te nižine včasih smatrajo za del Sahare.
Območje planote je prekrito z naplavinami, ki so nastale ob erodiranju gora. Skozi aluvialni pokrov se občasno prodira greben, ki prekine monotonijo pokrajine.
Voda se med deževno sezono zbira na ravnem terenu in tvori velika plitva slana jezera, ki postanejo soline, ko se posušijo. Največje od takih jezer je Chott Ech Chergui z dolžino približno 160 km, ki je v osrednjem delu nižin. Regija Hodna s Chott el Hodna leži na vzhodnem koncu Hautes Plaines.
Večja mesta na planoti so Bordj Bou Arreridj, Sétif, Tiaret, Djelfa in M'sila. Meje nižin niso jasno določene, vendar administrativno ozemlje spada v naslednje alžirske province:
- Vzhodni del: planota na tej strani spada v province Sétif, Bordj Bou Arreridj, Batna, Khenchela, Tébessa in Oum El Bouaghi
- Osrednji del: province Djelfa, Laghouat, M’Sila in Tissemsilt
- Zahodni del: province Tiaret, Saida, Naâma in El Bayadh

Kmetijstvo vključuje pašo ovc in koz na travi v bolje namočenih visokih planotah in gojenje nekaterih poljščin, kot je suhozemski ječmen.
Višavje Chotta ima zimsko vlažno subtropsko podnebje z izrazitimi sezonskimi temperaturnimi nihanji (januarsko povprečje komaj nad 0 °C, avgustovsko povprečje 30 °C). Letna povprečna količina padavin, večinoma v obliki kratkih nalivov, znaša le okoli 350 mm.

### Rastlinstvo
Vegetacija je stepskega tipa, sestavljena iz nizkih rastlin, ki slabo pokrivajo tla in so prilagojene na sušo: pelin (Artemisia), trava Stipa tenacissima. Spodnja pobočja Saharskega Atlasa so stepa ali grmičevje ali vsebujejo svetle gozdove črničevja (Quercus ilex ) in alepskega bora (Pinus halepensis).
V preteklosti je Hauts Plateaux predstavljalo območje pastoralnega nomadizma ali polnomadizma, morda na nekaj ugodnih točkah območje pridelave žita.
Ekološko gledano predstavljajo stepske regije blažilnik med alžirskim Telom in alžirsko Saharo, kar omejuje negativne podnebne vplive na prvo.